# セクシャル・ハンター・ライオット
『セクシャル・ハンター・ライオット』は、築地俊彦による日本のライトノベル。イラストははましま薫夫が担当。略称は「セク・ハ・ラ」。講談社ラノベ文庫（講談社）より2011年12月から2013年5月まで刊行された。
メディアミックス展開としては、漫画版が『月刊少年シリウス』（講談社）にて2012年2月号から2014年5月号まで折音詩千生の作画で連載、シリウスKCより刊行中。また海外においては、尖端出版（台湾）より翻訳版が刊行されている。さらに講談社ラノベ文庫のページには、音声ドラマが公開されている。

## あらすじ
陸曜一は人類の敵・キリオーニラを狩るハンター。キリオーニラの王である祖王を倒した曜一は、気分を一新しようと私立英星高校に転校する。そこで、偶然にも幼なじみの南波緑里と再会する。新たな学校での平和な時間もつかの間、倒したはずのキリオーニラの襲撃を受ける。祖王が倒されたことにより消滅したと思われていたキリオーニラは、完全には倒れていなかったのだ。曜一は再びハンターとしての戦いを始める……そのためには緑里のパンチラが必要だ！

## 登場人物
- 物語は基本的に曜一の一人称で進行する。このため随所に変態発言がみられる。一部三人称で描写される部分もある。
- 声優は音声ドラマのもの。

### メインキャラクター
陸 曜一（りく よういち）
声 - 桜井翼
本作の主人公で、私立英星高校の2年生。緑里とは幼なじみである。
キリオーニラの頂点である祖王と戦ったことのある唯一のハンター。祖王を倒す際に、性欲と恋愛感情を失った。祖王を倒した後、気分を一新しようと考え英星高校に転校するが、祖王やキリオーニラの復活の情報が舞い込んだため再びハンターとなる。使用する武器は「白きパンツの剣(エクスカリバー)」。文字通り、パンツが剣になったもの。祖王と戦った際もこの武器が使われた。
祖王を倒せなかったこと、鵜月に負けたことで、ハンターとしての目的を失っていたが、紫の助言により自分の目的を見つけ出す。
見た目はイケメンで、転校早々女子から「イケメン」だと言われている。両親は共働きで、会社ではかなりいい地位にいる。小説第1巻の途中で出張を理由に両親は長期にわたり家を空けることになる。
中学時代はかなりのスケベだった。しかし、性欲を失ったことで雰囲気が変わってしまい、緑里が曜一と再会した時にはすぐに幼なじみの曜一だと気付くことが出来なかった。
部活は普通部に入部し、日々性欲を取り戻そうと様々なことに挑戦する。
南波 緑里（なんば みどり）
声 - 福原香織
本作のメインヒロインで、私立英星高校の2年生。曜一とは幼なじみだが、再会当初の曜一が緑里の記憶していた曜一の人物像とだいぶ違っていたため、別人ではないかと疑った。
クラス委員の委員長であり、生徒会の副会長でもある。成績はかなりよく、学力は学年上位。スポーツも万能で、特に短距離が得意である。性格は世話焼きで、よく曜一の世話をするが、大体は曜一の変態発言で怒っている。
髪型はポニーテール。彼氏は今までいたことがない。高校生の緑里はスタイルがかなりいいが、中学時代の緑里は可愛さはまとったものの、もっと少年らしかった。
キリオーニラの機械水兵に出会ったときに、自分がよりしろであることが分かる。
蔵原 咲絵（くらはら さきえ）
声 - 川瀬晶子
私立英星高校の2年生で、曜一、緑里と同じクラスに在籍している。
華族に繋がる家の出で、父親はとあるグループ企業のお偉いさんである。丁寧な物言い、浮き世離れした雰囲気からも、咲絵がお嬢様であることがうかがえるよう描写されているがエロに関する造形がかなり深い。
スタイルは抜群で、しかも巨乳である。性格はドSで、曜一のことを「下僕の陸さん」と呼んでいる。
部活は合唱部だが、自分で幽霊部員であると認めている。
皆都 三奈（みなと みな）
声 - 巽悠衣子
私立英星高校の2年生で、曜一、緑里と同じクラスに在籍している。
見た目はかなり幼い容姿で、三奈を見た全ての人が「まるで妹のようだ」と思う。三奈自身もいろいろな男性を「お兄ちゃん」と呼びたいと考えているが、嫌がられるため呼べていない。ただ、曜一は「お兄ちゃん」と呼ぶことを認めている。 部活はやっておらず、帰宅部である。
壱原 鵜月（いちはら うづき）
声 - 村上裕哉
私立英星高校の3年生で普通部の部長、かつハンター。クラスは紫、クリスと同じである。
身長は曜一よりも高くかなりの長身である。黒縁の眼鏡をかけている。また、常に女子小学生のスクール水着を身に着けている。
ハンター歴は曜一よりも長い。両親は海外への出張が多い。両親と共にブルガリアに行ったときに、現地の神父に「ハンターの素質がある」と言われてハンターとなった。使用する武器は「性欲の牙(ヴァジュランダ)」であり、ブラジャーのワイヤーを抜いて、一本一本鍛えなおして武器にしたもの。
曜一同様、自らの性欲を失っている。本人によると「曜一が祖王を倒す時に、他のハンターの性欲も奪ってしまったらしい」とのこと。
小説第4巻で、以前紫と付き合っていたことが判明する。
風祭 紫（かぜまつり むらさき）
私立英星高校の3年生で普通部の副部長、かつハンター。壱原のクラスメートでもある。
校内では知性と美貌を兼ね備えた上級生として、知らない者がいないという。スタイルは抜群で、身長は緑里より高い。家の方針である「自立」に見事に応え、勉学はもちろんの事、学費まで自分で稼いでいる。本人は自らの下の名前「紫」が嫌いである。曜一同様性欲を失っており、性欲を取り戻すためにあらゆる手段を試している。また、同性同士にも興味があり、緑里を追いかけている。
使用する武器は「少女の端布(ウオロクン)」であり、女子高校生のスカートをプリーツに沿って切断して、繋ぎ合わせたもの。
ハンター歴は壱原より短い。ハンターになりたての頃は、壱原にハンターの基礎や女性の性欲の高め方などを教えてもらっていた。その関係はそのまま恋人関係へと発展したが、その後振られてしまった。別れた後も鵜月は特に気にすることなく紫の近くに居たため、そのことが原因でプライドが傷つけられ、小説第4巻では鵜月に復讐しようとする。紫が同性同士に興味を持つきっかけともなった。
小説第4巻ではボーノスと同価値で動いていることが判明する。そして、曜一や鵜月をボーノスの仲間にしようと試みるが失敗する。最終的に紫と曜一・鵜月でバトルすることになるが負けてしまう。しかし、曜一がとどめを刺す前に逃げ出した。
北浦 由紀（きたうら ゆき）
小説第3巻に登場した生徒会の書記。生徒会長に暗示をかけ、普通部を廃部に追い込んだ。だが実際は、キリオーニラの一種であるボーノスに憑りつかれており、普通部の廃部を申し出たのもボーノスの指示によるもの。

### キリオーニラ
虚夢（キリオーニラ）
人類の敵。これらがいつ出現し、どうやって人類と接触するようになったのかは分かっていない。もともとは人が見た夢を侵略の足場としていたが、ある時から外に出てくるようになり、人間を喰らい、あるいは操ることによって、現実の世界を夢の世界の都合のいいように書き換えようとしている。基本的には霧や靄となって暗がりに潜むか、人間に憑りついている。
若く感情豊かな人間を好んで狙い、自分たちのエネルギーとする。脳の働きが活発なものから想像力を奪い、そして喰らう。標的となった人は、精を吸い尽くされ抜け殻のようになる。そしてそのまま緩慢な死を迎えるか、キリオーニラのいうがままに動かされる人形となる。
キリオーニラにはいくつかの種類があり、高位のキリオーニラは人間以上の知能を持っているものがいる。キリオーニラの頂点は祖王であり曜一と戦い倒されたが、倒し切れなかったため復活した。
車輪道化（クローン・ローデス）
キリオーニラの一種。見た目はサーカスに出てくる道化師のようで、下半身は二つの車輪がついている。
使用する武器は鋭い穂先のついた槍。
過去に曜一に倒されたが、祖王によって復活した。LBHOの区分は＜第一の欲望(プロータ・イピスミア)＞。
機械水兵（ミカニキ・ナフティス）
キリオーニラの一種。深海魚のような顔をしていて、体は歯車でできている。セーラー服を着ている。
使用する武器は巨大な鎌。
過去に曜一に倒されたが、祖王によって復活した。LBHOの区分は＜第二の欲望(デフテイリ・イピスミア)＞。
不可視の爪（ディアファネイア・カルフィ）
キリオーニラの一種。姿はない。このため、体から武器まで、何もかもが透明。
使用する武器は空気を固めて作る針のようなもの。
過去に曜一によって倒されたが、祖王によって復活した。曜一自身も、姿が見えない為倒すのに苦労した。以前の戦いではピンク色のローションを使って、姿を露出させていた。
LBHOの区分は＜第三の欲望(トリトス・イピスミア)＞。第三の欲望になると、数が少なく滅多に目撃されない。その分、一度暴れると大きな被害をもたらす。ある第三の欲望は第一次大戦中のヨーロッパに出現し、ドイツ軍フランス軍問わず喰いまくって、その地方の戦闘を停止に追い込んだものもいる。
前は関西のほうで戦い倒したが、クリスに取り憑き関東に運ばれ、再び曜一の元に現れるようになった。
痛み（ボーノス）
ハンターとキリオーニラの融合体。元々はハンターだったが、曜一が祖王を倒した際に一緒に性欲を失った。その後キリオーニラ復活の情報が入り、失った性欲を取り戻そうとしたが取り戻すことが出来なかった。絶望に陥っていた時に「ある人」と出会い、指針を与えてもらった。それがハンターとキリオーニラの融合体になることだった。このため、ハンターの戦闘能力と、キリオーニラの生命力の両方を兼ね備えている。
曜一を自分と同じ存在にする為に曜一に近づくが、拒否されたため曜一と戦うことになる。最終的に曜一が勝ち、ボーノスに質問をしようとするが、紫によってとどめを刺される。
ボーノスの言葉によると、LBHOの内部にもボーノスと似たような人がいる様子。
使用する武器は＜擲下着(シューラ・ヴァラ)＞。ブラジャーを高速で発射し、相手を傷つける。
元々英星高校とは何の関係もなかったが、たまたま憑りついた人が英星高校の北浦由紀だったため、曜一の前に姿を現すことになった。
鉤爪鸚鵡（ダンカナ・パパガロス）
キリオーニラの一種。鳥の翼の先端にレスラーの腕より大きいカマキリみたいな爪がつく。頭はカラフルな色をしたオウムで、緑色の羽根に覆われてクチバシがのぞいている。鳥らしいのはそこまでで、胴体は緑色の獣のようで、二本足で立っている。普段の姿はオウムだが、空中で静止するなど、鳥らしかぬことをする。
武器は腕についている羽根。羽根を飛ばすことで相手を傷つける。またオールレンジ攻撃も得意としている。また、ハンター内では被写体に向かって一斉にシャッターを切る行為もオールレンジ攻撃と呼んでいる。
過去に曜一によって倒されたが、祖王によって復活した。LBHOの区分は＜第三の欲望(トリトス・イピスミア)＞。
紫と共に行動しており、紫の指示により、緑里の着替えるシーンを盗撮するためにショッピングモールの更衣室にカメラを仕掛けたり、紫と鵜月の対決を邪魔されないように曜一を妨害したりする。しかし、紫と融合する直前に紫によって殺される。

### ハンター
ハンター
キリオーニラから人類を護るために戦う人たち。師に教えられる、あるいは当人が自覚する事でキリオーニラの存在を知り、戦うようになる。
ハンターはそれぞれ自分の武器を持っている。自分の武器を具体化するには自身の性的欲求が必要。多ければ多いほど有効で、それだけ強力かつ長持ちする。また、性欲を高める方法はハンターごとに異なる。
中世時代のハンターは生活手段に乏しく、キリオーニラを倒すことによって多大な報酬を得ていた。このため、ハンター同士の仲はあまりよくない。ハンターに目覚めるのは若くて妄想力があるが、同時に生活力のない人間が多く、少しでも多くの金を得ようとあちこちを飛び回り、ハンター同士の戦闘になることも珍しくなかった。このころのことわざに「朝は性欲を高め、昼は報酬を高め、夜は仲間を蹴落とせ」というものがある。
LBHO（そしき）
正式名称は「Large Breast and Hypersexuality Organization」。日本名は「巨乳と増大性欲の組織」。略称はLBHO、またはラブホ。名称の由来は、創設者が巨乳好きだったため。
現代になると、ハンターたちも、金よりも人類の危機に対処しようという気持ちが大きくなってきた。このため作られたのがLBHOだった。
キリオーニラの効果的な退治に必要なのは、情報交換によるノウハウの交換であるが、元々仲の良くない人間なので、キリオーニラを他のハンターに倒されることを嫌う感情も根強い。そのため出先機関は各国にあるものの、軽い情報交換網として利用されるのが専らだった。
しかし最近はLBHOの動きが活発になり、LBHOをちゃんとした機関に再構築する動きがある。
LBHO日本支部は神戸にある。

### その他
私立英星高校（しりつえいせいこうこう）
曜一や緑里が通う学校。校舎は古く侘びた雰囲気がある。制服はブレザーである。
昔は女学校だった為か、6:4の割合で女子生徒の方が多い。
曜一、緑里の属するクラスは2年1組であり、クラスの人数は30人ほどだが、内訳は女子が20名、男子が10名足らずといった構成となっている。
校舎の他に4階建ての部室棟がある。
普通部（ふつうぶ）
鵜月が一年の時に生徒会に掛け合って作ってもらった部。表向きは「普通のことを普通にする部活」だが、実際は「性欲を失ったハンターが性欲を取り戻すため活動を行う」部活である。
部室に置いてある棚は可動式となっており、その奥にある棚には、鵜月が集めたエロ本やエログッズが陳列されている。
パンツァーメートヒェン
本作に出てくるエロゲーの一種。咲絵の主導の下、咲絵の身近で才能のある人を探して作られた。
このゲームの表向きの制作会社は関西にあるメーカーとなっているが、この会社はダミーで、エンディングに腹を立てたファンが押し寄せないように咲絵が作ったものである。実際の開発の陣頭指揮は咲絵が執り、妹ルートの作成は三奈が、プログラム周りの制作は英星高校のゲーム研究部とコンピュータ研究部が、絵はマンガ研究部がそれぞれ担当した。また予定していた声優が収録当日に喉を痛めて来れなくなったため、一部の声当てをクリスが行った。さらに、流通関係は経済研究部が助言をし、販売戦略は新聞広告部が担当をした。以上より、ゲーム制作の実体はほぼ英星高校であるといってもいい。
ゲームのヒロインのディーダはストーリー上途中までは幸せでも、最後に不幸になるというパターンが多い。これは咲絵の性格が表れているためである。
学校側へは、生徒会長へ寄付金を届けることで手を回してもらった。

## 制作背景
著者の築地曰く「ハンターがセクシャルなことをしてライオットになるバトルもの」。ライオットとは騒動という意味である。築地によると、本作の企画は2010年11月に採用され、編集部の人たちの熱意に押され、気が付いたら創刊ラインナップに名前が挙がっていたとのことである。本作にはよくパンツが出てくるが、築地は「初期の構想の段階では曜一はここまでパンツにこだわったキャラではなかった」としつつも「ここまでパンツが出てくると、最後までパンツで推していく」とも語っている。また本書について、築地は「内容が馬鹿すぎて、思わず笑った」と営業の方から好反応を貰っていると明かしている

## 既刊一覧

### 小説
講談社ラノベ文庫より刊行。他に尖端出版（台湾）より2012年11月より翻訳版が刊行されている。
| タイトル | タイトル                          | 発売日        | ISBN              |
| -------- | --------------------------------- | ------------- | ----------------- |
| 1        | セクシャル・ハンター・ライオット1 | 2011年12月2日 | 978-4-06-375208-3 |
| 2        | セクシャル・ハンター・ライオット2 | 2012年3月30日 | 978-4-06-375231-1 |
| 3        | セクシャル・ハンター・ライオット3 | 2012年6月29日 | 978-4-06-375246-5 |
| 4        | セクシャル・ハンター・ライオット4 | 2012年11月2日 | 978-4-06-375269-4 |
| 5        | セクシャル・ハンター・ライオット5 | 2013年5月31日 | 978-4-06-375309-7 |

### 漫画版
『月刊少年シリウス』にて連載。原作は築地俊彦、漫画は折音詩千生、キャラクター原案ははましま薫夫。単行本はシリウスKCより刊行されている。
| タイトル | タイトル                          | 発売日        | ISBN              |
| -------- | --------------------------------- | ------------- | ----------------- |
| 1        | セクシャル・ハンター・ライオット1 | 2012年7月9日  | 978-4-06-376354-6 |
| 2        | セクシャル・ハンター・ライオット2 | 2012年11月9日 | 978-4-06-376372-0 |
| 3        | セクシャル・ハンター・ライオット3 | 2013年6月7日  | 978-4-06-376402-4 |
| 4        | セクシャル・ハンター・ライオット4 | 2014年1月9日  | 978-4-06-376425-3 |
| 5        | セクシャル・ハンター・ライオット5 | 2014年4月9日  | 978-4-06-376458-1 |

## 音声ドラマ
魔法使いなら味噌を喰え!、アニメ化企画進行中!?との合同の企画。2012年6月15日21時よりニコニコ動画生中継にて初公開された。同6月22日からは講談社ラノベ文庫サイト他にて公開中である。また、原作小説第2巻についているキャンペーン帯についた応募券と、コミック第1巻の帯についた応募券2枚をはがきに貼って送ると、音声ドラマの続きを収録した特製CDを応募者全員にプレゼントしていた。2013年1月現在は、前半と、中編が講談社ラノベ文庫のホームページで公開されている。